# Guillaume de Chemillé
Guillaume de Chemillé est un prélat de la fin du XIIe siècle et du début du XIIIe siècle.

## Biographie
Chanoine de la cathédrale d'Angers, puis archidiacre de Richmond. Suite à une vacance après la mort de Guillaume Burel en 1191/1194, il est élu en 1196 à l’évêché d'Avranches, probablement après sa proposition par le roi,.
Avant sa consécration, il est élu à l'évêché d'Angers devenu vacant à la mort de Raoul de Beaumont. Toutefois une enquête est lancée par le pape Innocent III. Elle s'achève en décembre 1198 quand le pape approuve sa translation à Angers et ordonne au chapitre de le recevoir comme nouvel évêque en janvier 1199.
Il meurt le 25 mai 1202.